# Червоний Дуб (село)
Червоний Дуб — колишнє село в Україні, Софіївському районі Дніпропетровської області. Знаходилося в півкілометрах від села Козацька Слобода. Ліквідоване у 1989 році.